# 葛荃
葛荃，是一位中国政治学者。主要研究方向为中国政治思想与政治文化，中国行政管理思想史，行政文化与行政道德。

## 生平
担任山东大学教授，山东大学政治学与公共管理学院院长。四川大学政治学院兼职教授，山东省政治学研究会副会长。

## 主要著作
1. 《中国政治文化教程》，高等教育出版社2006年5月版。
2. 《权力宰制理性——士人、传统政治文化与中国社会》，南开大学出版社2003年11月版。
3. 《中国古代政治思想史（修订本）》，南开大学出版社2001年6月版。
4. 《立命与忠诚——士人政治精神的典型分析》 ，浙江人民出版社2000年1 月版。
5. 《政德志》，上海人民出版社1998年10月版。

## 主要开设课程

### 本科生课程
1．中国政治思想史（古代部分）
2．中国行政管理思想史
3．中国政治文化

### 研究生课程（硕、博）
1．中国政治思想专题
2．中国行政管理思想专题
3．中国政治文化研究
4．创新思维与学位论文写作